# Mtmad
Mtmad es una marca de contenidos audiovisuales que pertenece a Mediaset España.

## Servicios y desarrollo
Con esta plataforma, Mediaset España pretende llegar al público juvenil a través de vídeos cortos como los que podemos encontrar en otras plataformas como YouTube. Para ello cuenta con youtubers, vloggers e influencers en redes sociales y personajes del universo Mediaset, surgidos en su mayoría de los reality shows del grupo (Gran Hermano, Supervivientes, Mujeres y hombres y viceversa, Los Gipsy Kings, etc.). Además, existen canales que tratan temas como las tendencias en decoración, belleza, cocina, viajes, estilo de vida, música, deportes, humor, mascotas, vídeos virales, tips para la vida cotidiana o lo que ocurre detrás de las cámaras en los programas de Mediaset, entre otros, así como la emisión de los programas de Radioset (MorninGlory, Milenio Live, MidnigntGlory...).
Por otro lado, la plataforma cuenta con el canal Mtmad 24h. Este emite durante las 24 horas del día los contenidos más destacados de Mtmad de manera ininterrumpida, pudiendo ser visto a través de su propia página web y también desde Mediaset Infinity y su canal de YouTube.